# TIGR

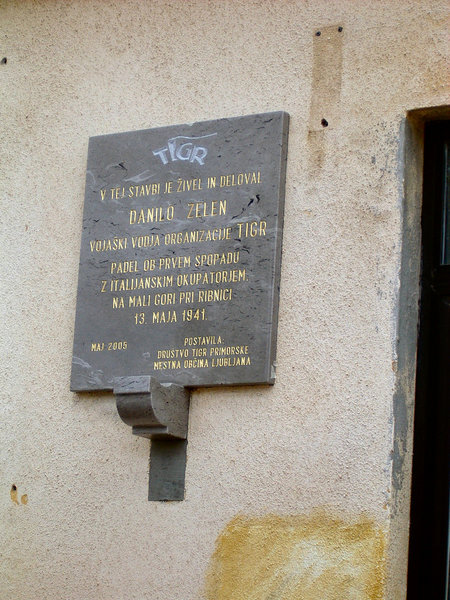
Gedenktafel in Bežigrad/Ljubljana für Danilo Zelen, ein führendes Mitglied von TIGR, gefallen im Kampf gegen die Italienische Armee in der Provinz Laibach im Mai 1941.

TIGR (Abkürzung für Trst – Istra – Gorica – Rijeka) war eine slowenisch-kroatische Untergrundorganisation, die für den Anschluss des damals zum faschistischen Italien gehörenden Slowenischen und Kroatischen Küstenlandes (Primorska bzw. Primorje) an Jugoslawien kämpfte.
Diese überwiegend slowenisch- bzw. kroatischsprachigen Gebiete hatten vormals zu Österreich-Ungarn gehört und waren im Grenzvertrag von Rapallo 1920 an Italien angeschlossen worden, wo sie als Julisch Venetien (Venezia Giulia) bezeichnet wurden. TIGR war in diesen Gebieten zwischen 1927 und 1941 aktiv und wird als eine der ersten antifaschistischen Widerstandsbewegungen Europas betrachtet. Viele seiner Mitglieder hatten Verbindungen mit dem jugoslawischen oder dem britischen Geheimdienst oder wurden von diesem ausgebildet. TIGR beging Sabotageaktionen und führte zahlreiche militante Angriffe gegen faschistische Einrichtungen aus.
Am 24. März 1929 wurde der kroatische Aktivist Vladimir Gortan in Pula bei einer bewaffneten Aktion gegen eine Volksabstimmung verhaftet, von einem Sondergericht in Rom zum Tode durch Erschießen verurteilt und in Pula hingerichtet.
1930 spürte die italienische Polizei mehrere TIGR-Gruppen auf. Die TIGR-Kämpfer Ferdo Bidovec, Fran Marušič, Zvonimir Miloš und Alojzij Valenčič wurden zum Tode verurteilt und in Basovizza bei Villa Opicina hingerichtet. Die Organisation erholte sich jedoch von diesem Schlag und dehnte ihre Aktionen unter Albert Rejec und Danilo Zelen aus. 1938 plante TIGR ein Attentat auf Benito Mussolini in Caporetto, doch musste der Plan kurzfristig aufgegeben werden.
TIGR unterhielt in den 1920er Jahren enge Verbindungen zur nationalistischen Organisation ORJUNA in Jugoslawien, orientierte sich aber seit den 1930er Jahren nach links und baute Kontakte zu italienischen Antifaschisten auf. 1935 schloss TIGR einen Kooperationsvertrag mit der Kommunistischen Partei Italiens. Trotzdem arbeitete TIGR weiterhin mit lokalen Vertretern der römisch-katholischen Kirche und anderen slowenischen und kroatischen Gruppen zusammen.
1941 wurden die TIGR-Kämpfer Viktor Bobek, Ivan Ivančič, Simon Kos und Ivan Vadnal verhaftet und wegen Spionage und Terrorismus zum Tode verurteilt und in Villa Opicina zusammen mit dem Kommunisten Pinko Tomažič hingerichtet. So war zum Zeitpunkt des Angriffs der Wehrmacht auf Jugoslawien im April 1941 ein erheblicher Teil der Organisation zerschlagen.
Obwohl TIGR nicht zur Teilnahme an der slowenischen Osvobodilna Fronta eingeladen wurde, schlossen sich während des Zweiten Weltkriegs viele TIGR-Kämpfer den jugoslawischen Partisanen an. Nach dem Sieg der Partisanen 1945 ließen die jugoslawischen Kommunisten kaum einen ehemaligen TIGR-Kämpfer an der Macht teilhaben, vielmehr waren diese bis in die 1970er Jahre von Überwachung durch die UDBA betroffen. TIGR wurde in der Geschichtsschreibung zunächst verschwiegen, und erst seit Ende der 1970er Jahre wurde Literatur über TIGR herausgegeben.
Aus Anlass des fünfzigsten Jubiläums des Anschlusses des Küstenlands an Slowenien verlieh der damalige Präsident Sloweniens, Milan Kučan, TIGR das Goldene Freiheitsabzeichen der Republik Slowenien (Zlati častni znak svobode Republike Slovenije).